# سردشناسی

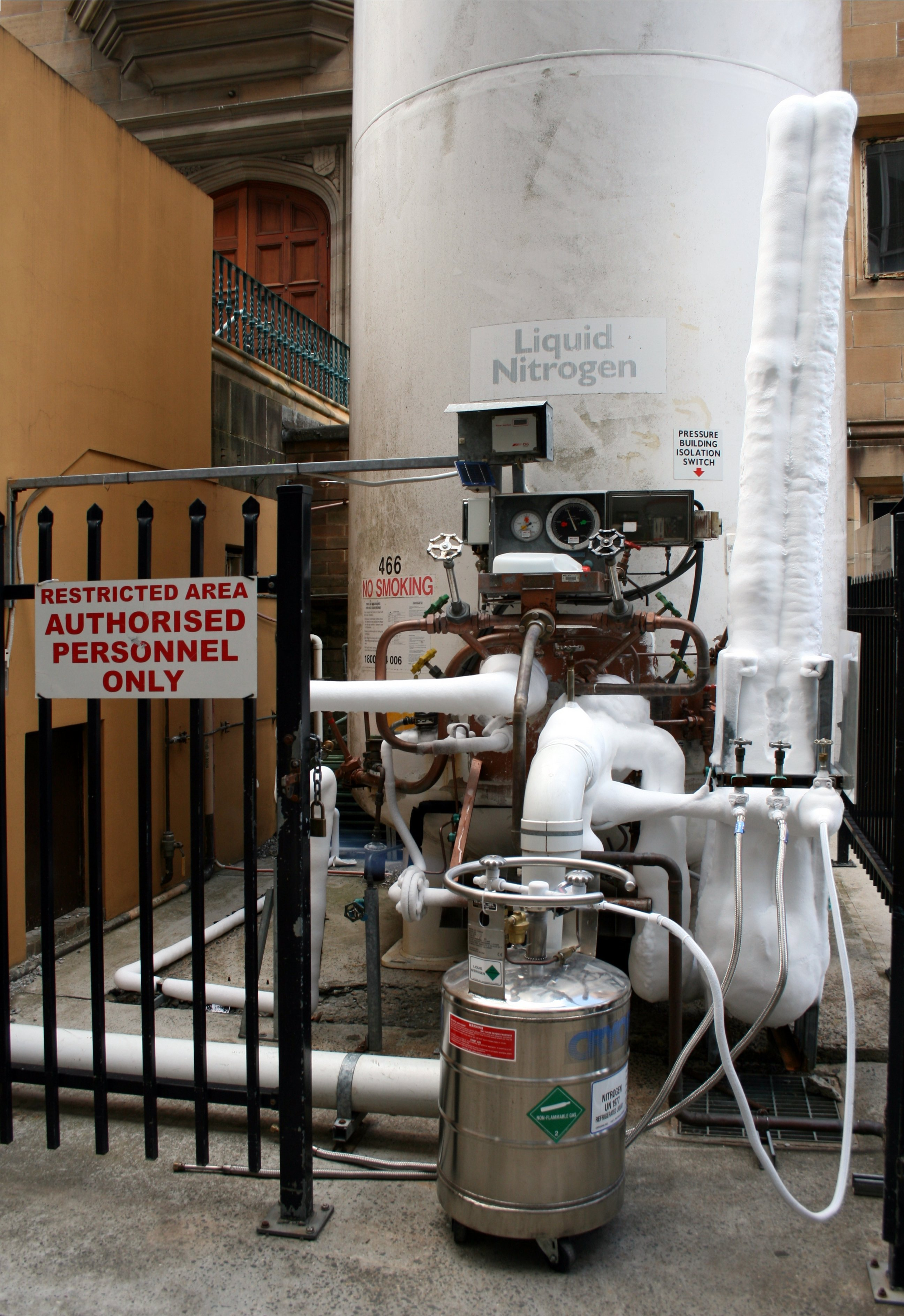
یک فلاسک دوجداره سایز متوسط در حال پر شدن با نیتروژن مایع از یک مخزن کرایوژنیک بزرگتر.

زم‌زاییک یا کرایوژنیک‌ (به انگلیسی: Cryogenics) یا گاهی فوق سرد شناسی، دانش تولید یا کاربرد دماهای بسیار پایین یا بررسی رفتار مواد در دماهای خیلی پایین است. محدوده دمای زم‌زایی یا کرایوژنیک از منفی ۱۵۰ درجه سلسیوس تا صفر مطلق تعیین شده‌است.
به فردی که خواص مواد را در محدوده دماهای کرایوژنیک مطالعه می‌کند کرایوژنیسیست (به انگلیسی: cryogenicist) یا زم‌زایی‌دان می‌گویند.
اینکه علم سردسازی یا تبرید در چه نقطه ای تمام شده و زم‌زایی شروع می‌شود دقیقاً تعریف نشده‌است اما دانشمندان معمولاً یک گاز را زمانی زم‌زایی یا کرایوژنیک می‌نامند که قابل میعان شدن در دماهای زیر منفی ۱۵۰ درجه سلسیوس (۱۲۳ کلوین) باشد. سیزدهمین کنگره بین‌المللی تبرید IIR (که در واشینگتن دی سی در سال ۱۹۷۱ برگزار شد) با پذیرش آستانه ۱۲۰ کلوین (یا -153 درجه سلسیوس) برای تمایز این اصطلاحات از تبرید معمولی، تعریف جهانی از «کرایوژنیک» را تأیید کرد. این محدوده یک خط تقسیم منطقی است، زیرا نقاط جوش طبیعی گازهایی که دائمی نامیده می‌شوند (مانند هلیوم، هیدروژن، نئون، نیتروژن، اکسیژن و هوای طبیعی) زیر -120 است در حالی که مبردهای فریون، هیدروکربن‌ها و سایر مبردهای معمولی دارای نقطه جوش بالاتر از ۱۲۰ درجه سلسیوس هستند. مؤسسه ملی فناوری و استانداردهای ایالات متحده، محدوده علم کرایوژنیک را دمای زیر -180 درجه سلسیوس (۹۳ کلوین، -292 درجه فارنهایت) در نظر می‌گیرد.
کشف مواد ابررسانا با دمای بحرانی بسیار بالاتر از نقطه جوش نیتروژن مایع، علاقه جدیدی به روش‌های مطمئن و کم هزینه تولید کرایوژنیک دما-بالا فراهم کرده‌است. منظور از اصطلاح «کرایوژنیک دما-بالا» دماهای بالاتر از نقطه جوش نیتروژن مایع یعنی -195.79 درجه سلسیوس (۷۷٫۳۷ کلوین) می‌باشد.
کریوژنیسیست‌ها به جای سلسیوس و فارنهایت از مقیاس دمایی کلوین و رانکین استفاده می‌کنند.

## کاربردهای صنعتی

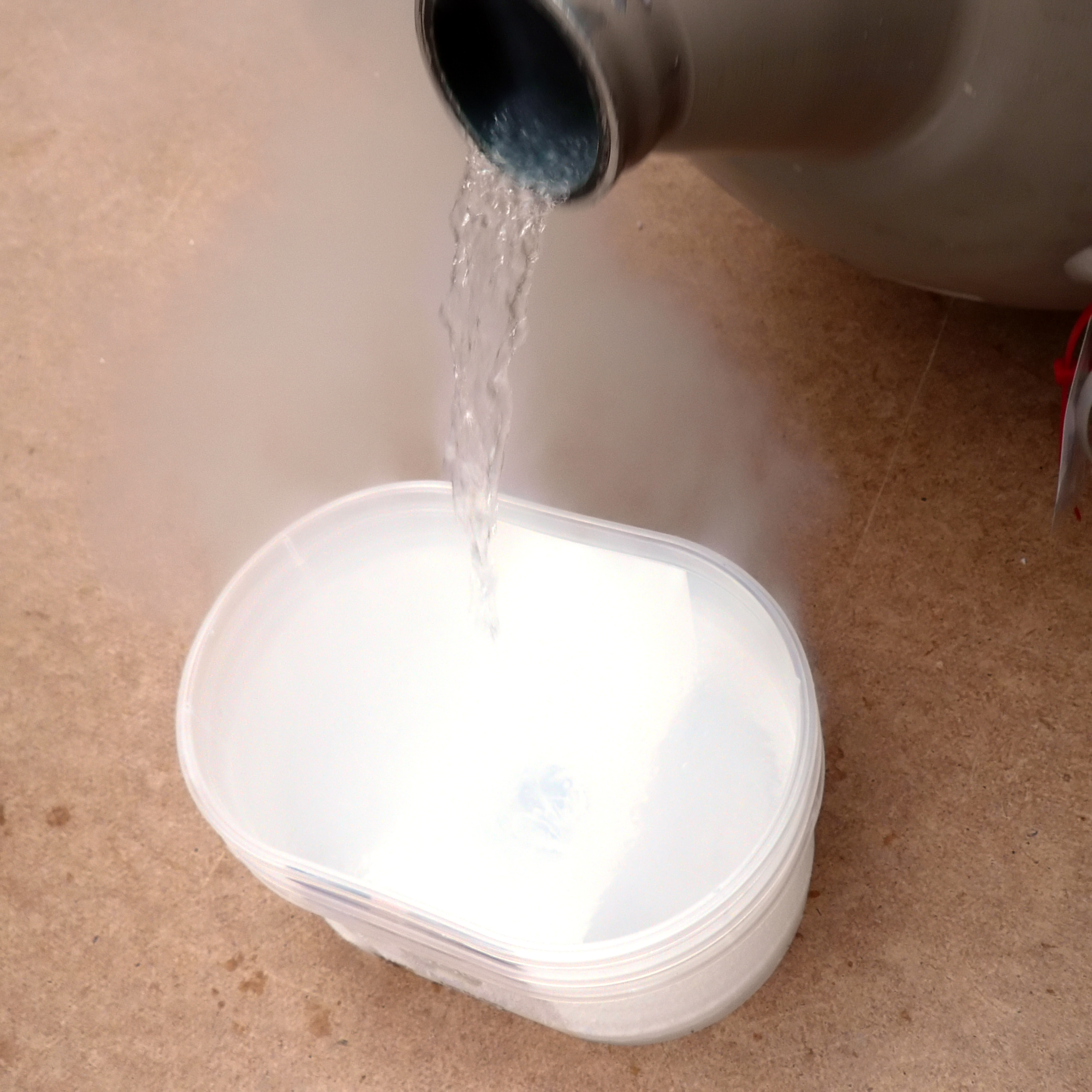
نیتروژن مایع در فوق سردشناسی کاربرد فراوانی دارد.

از گازهای مایع مانند نیتروژن مایع و هلیوم مایع در بسیاری از کاربردهای کرایوژنیک استفاده می‌شود. نیتروژن مایع متداول‌ترین عنصر استفاده شده در کرایوژنیک است و از نظر قانونی در سراسر جهان قابل خرید است. از هلیوم مایع نیز معمولاً استفاده می‌شود که اجازه دستیابی به کمترین درجه حرارت قابل دسترس را می‌دهد.